# Heti Világgazdaság
Heti Világgazdaság, zkráceně HVG, je maďarský týdeník, zaměřený na ekonomické otázky a programově se hlásící k liberalismu. Jeho redakce sídlí v Budapešti.
Jeho název znamená „Týdeník světového hospodářství“. Vznikl jako týdenní příloha deníku Világgazdaság, který vydávala v letech 1969–2022 Maďarská obchodní komora. První číslo vyšlo 7. června 1979 a šéfredaktorem se stal Mátyás Vince. Zatímco deník Világgazdaság byl dostupný pouze ekonomickým profesionálům, týdeník se prodával v běžné distribuci. Zpočátku čerpal hlavně ze zahraničních agentur, pak se zaměřil se na komentované politické a ekonomické zpravodajství po vzoru londýnského The Economist. Získal popularitu díky svému otevřeně kritickému tónu a dosáhl nákladu až 175 000 kusů. Osamostatnil se v roce 1989 a patřil k vůdčím médiím maďarského přechodu k demokracii. Stal se známý také díky svým obálkám přinášejícími originální satirické koláže.
Časopis je vydáván akciovou společností HVG Kiadó Zrt. Ta vydává také umělecký časopis Műértő folyóirat, provozuje vydavatelství knih a vzdělávací portál eduline.hu. V letech 2003 až 2014 v ní vlastnil většinový podíl německý Westdeutsche Allgemeine Zeitung. Heti Világgazdaság je financován z inzerce a odmítá přijímat dotace, aby si udržel nezávislost. Na papíře časopis vychází každý čtvrtek v nákladu okolo 20 000 výtisků, sedmdesát procent z nich je distribuováno předplatitelům. Elektronická podoba vznikla roku 1996 a má okolo 700 000 čtenářů denně. V roce 2018 byl zahájen program členské podpory a od roku 2019 existuje také placený web hvg360.hu. Podle průzkumů mají čtenáři HVG v průměru vyšší vzdělání a žijí převážně ve velkých městech.
HVG se zaměřuje na investigativní žurnalistiku spojenou s odhalováním korupce. V domácí politice patří k hlavním mediálním kritikům Viktora Orbána.